# Galgon
Galgon é uma comuna francesa na região administrativa da Nova Aquitânia, no departamento da Gironda. Estende-se por uma área de 15,14 km². Em 2010 a comuna tinha 3 055 habitantes (densidade: 201,8 hab./km²).